# Liste de personnalités liées à Košice
Les personnalités suivantes sont nées ou ont séjourné à Košice :

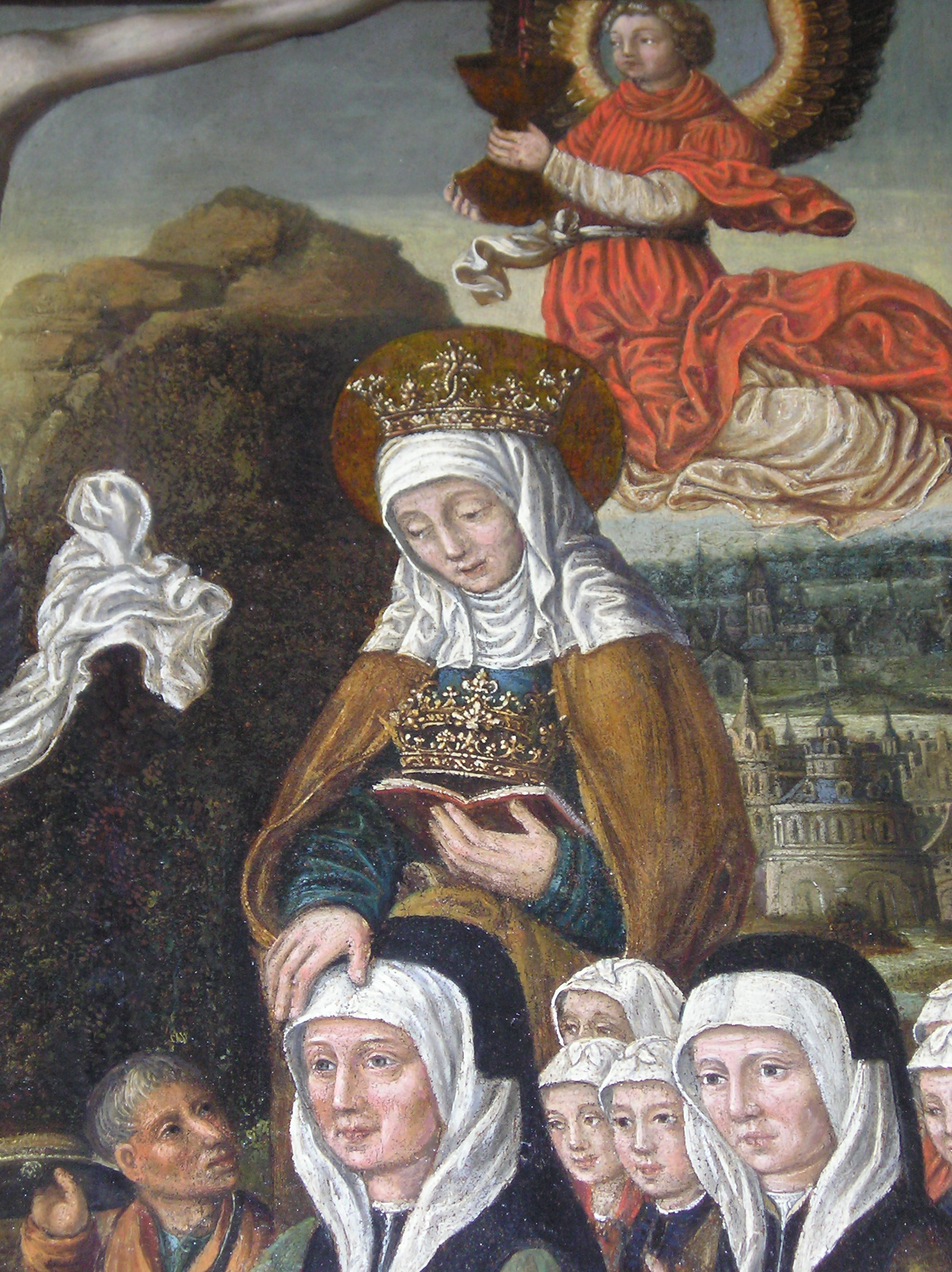
Sainte Élisabeth de Hongrie
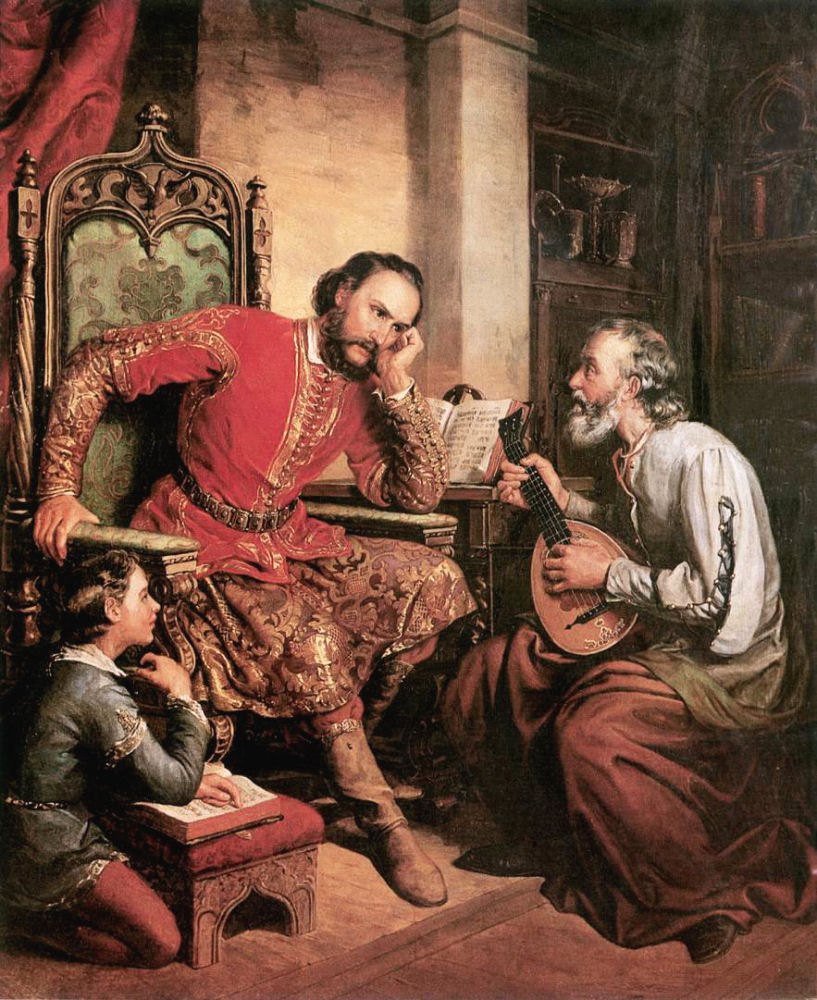
Poëte Sebestyén Tinódi Lantos
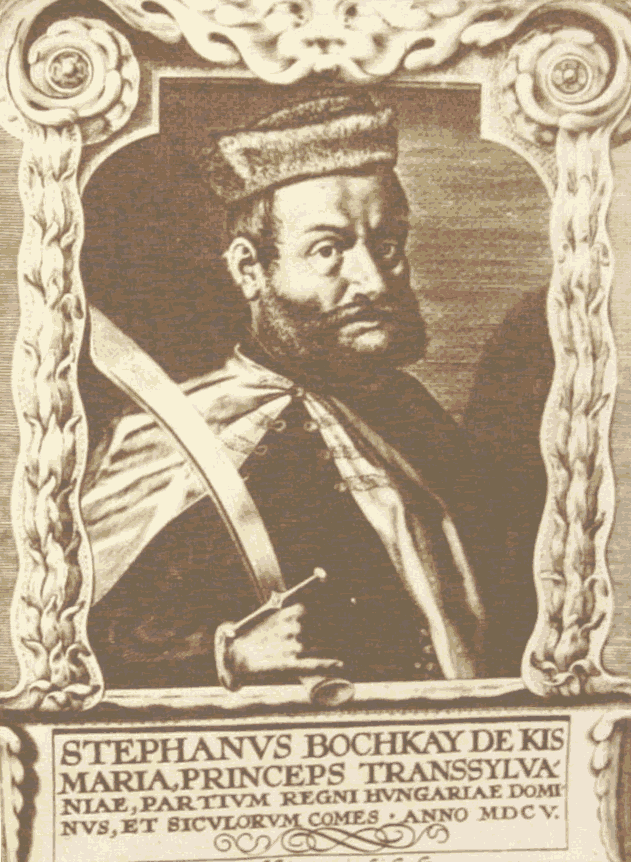
Prince Étienne II Bocskai
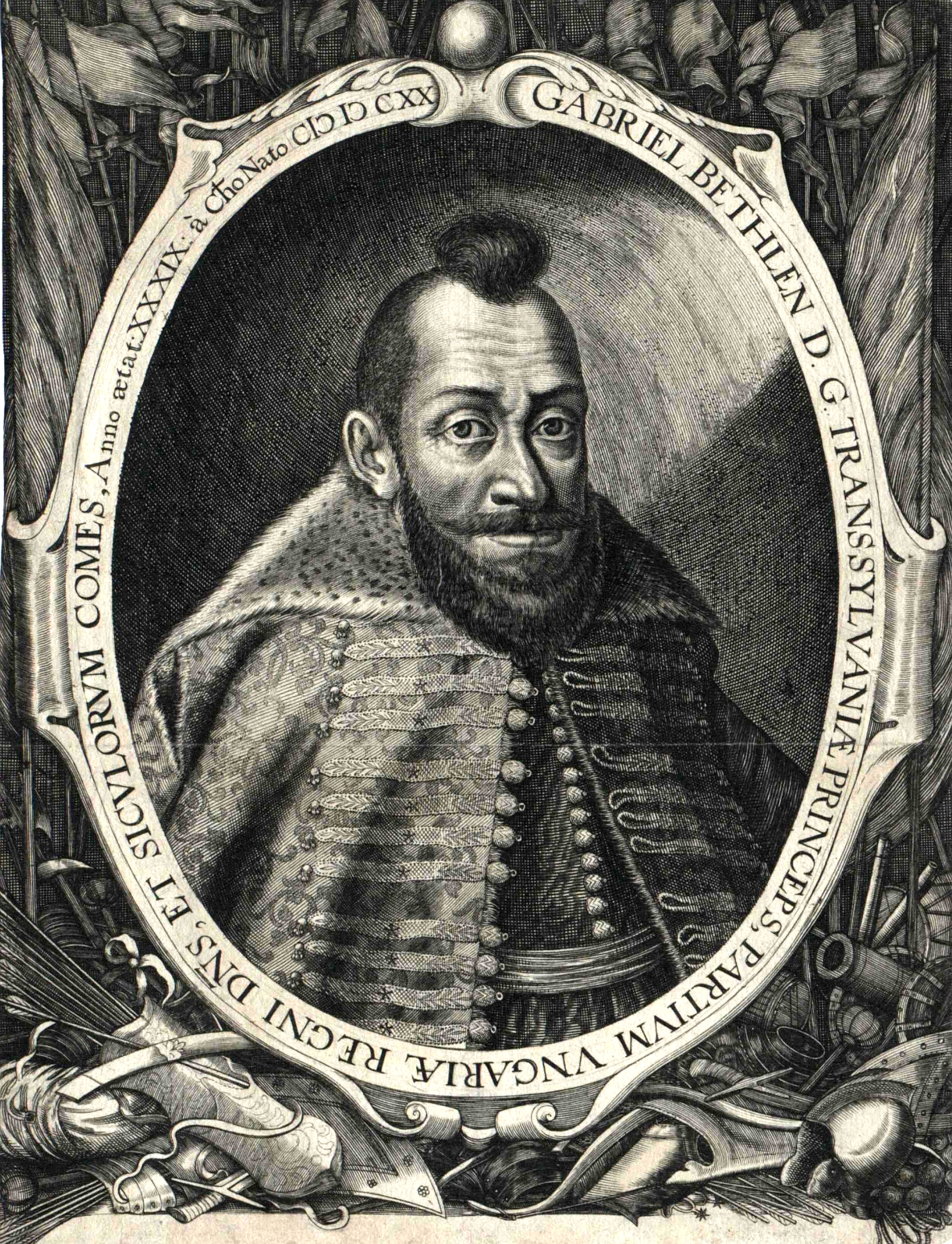
Prince Gabriel Bethlen
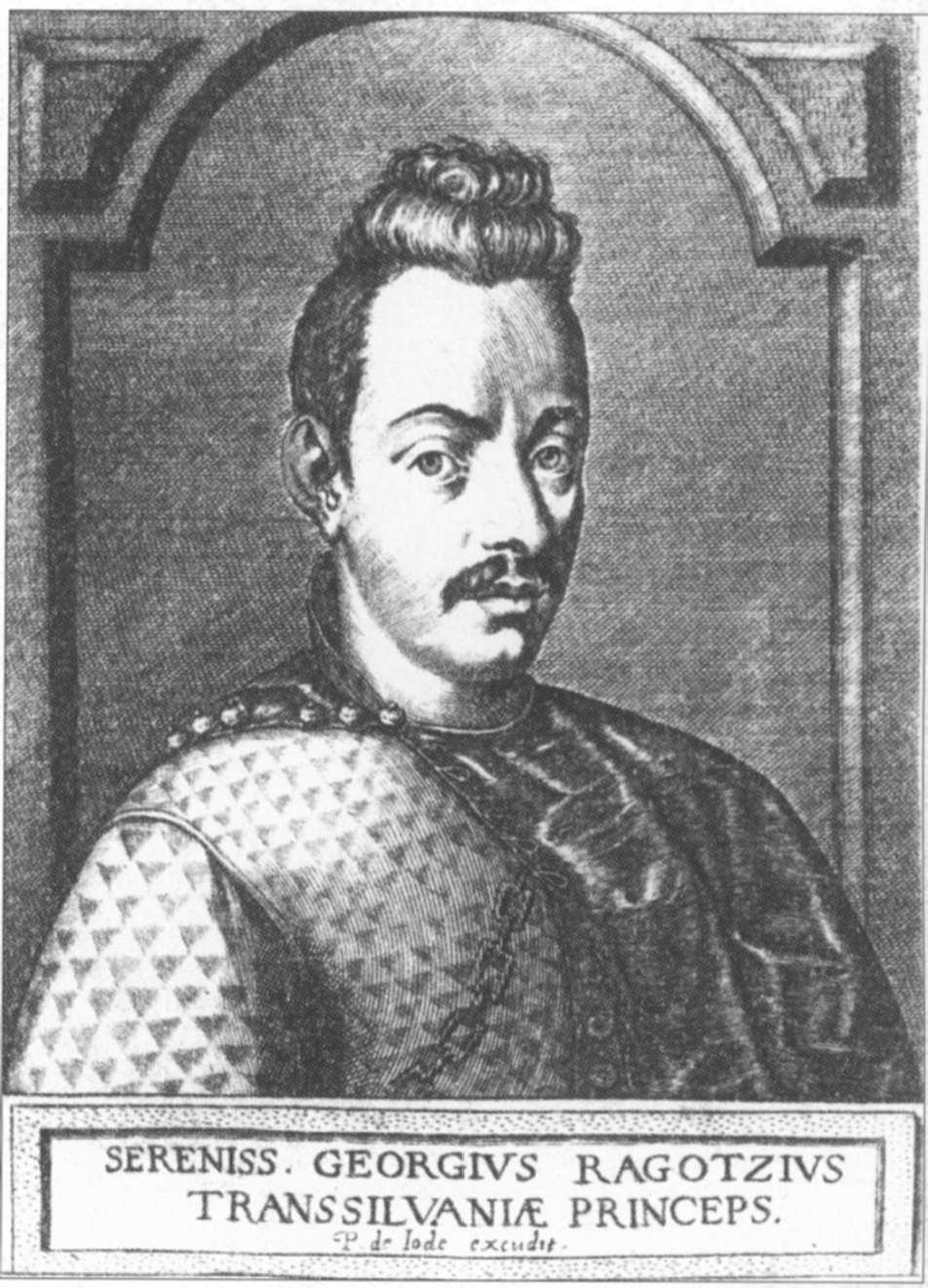
Prince Georges II Rákóczi
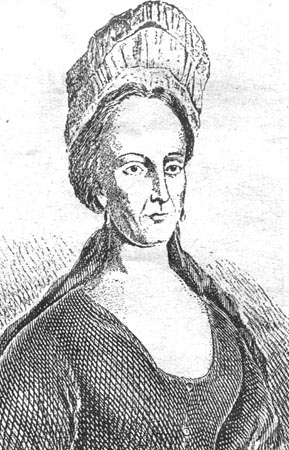
Comtesse Zsófia Báthory
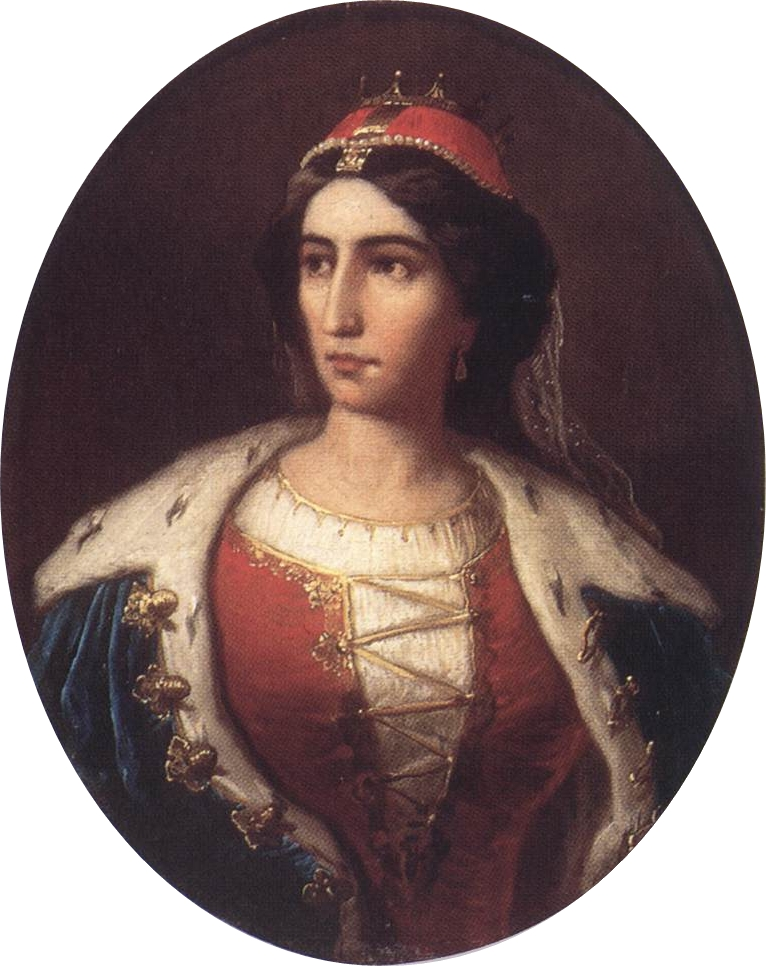
Comtesse Helena Zrínska
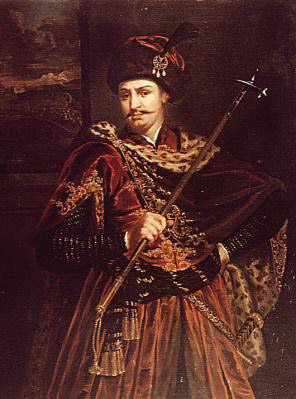
Prince Imre Thököly
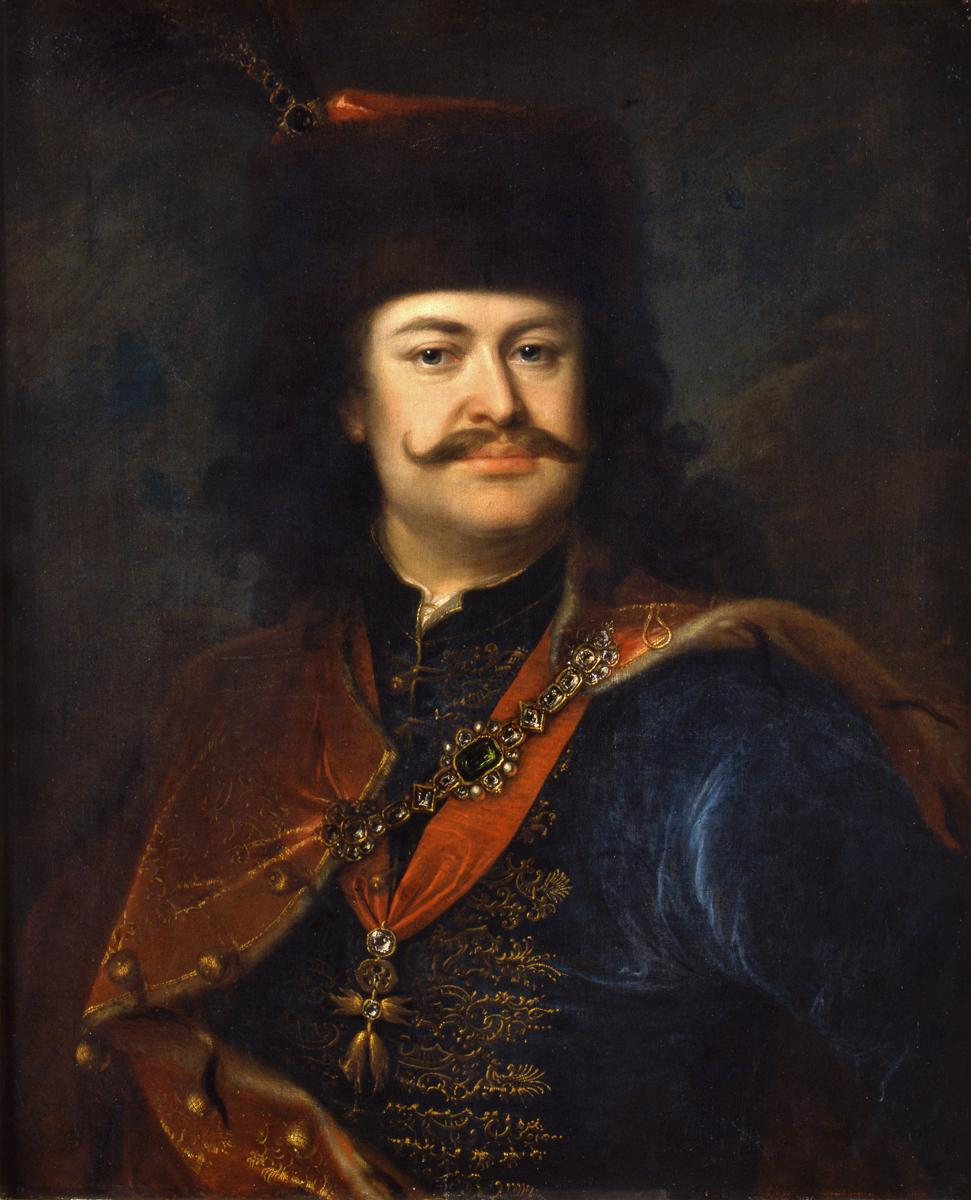
Prince François II Rákóczi
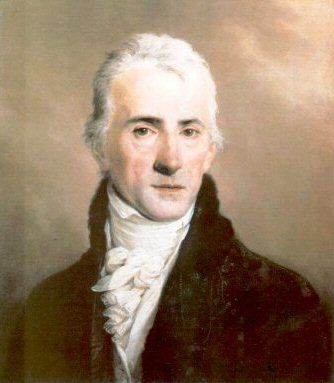
Linguiste František Kazinci
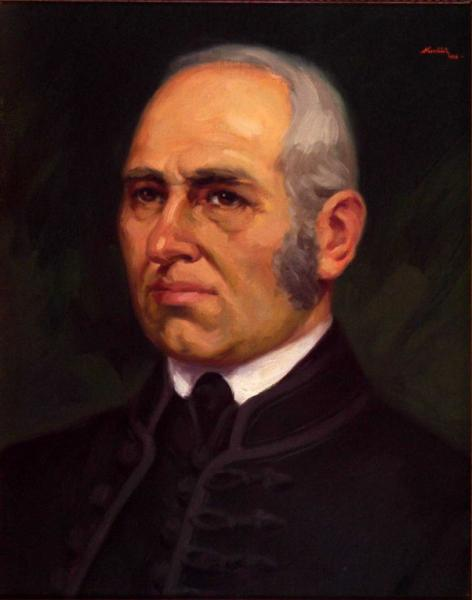
Écrivain et politicien Jonáš Záborský
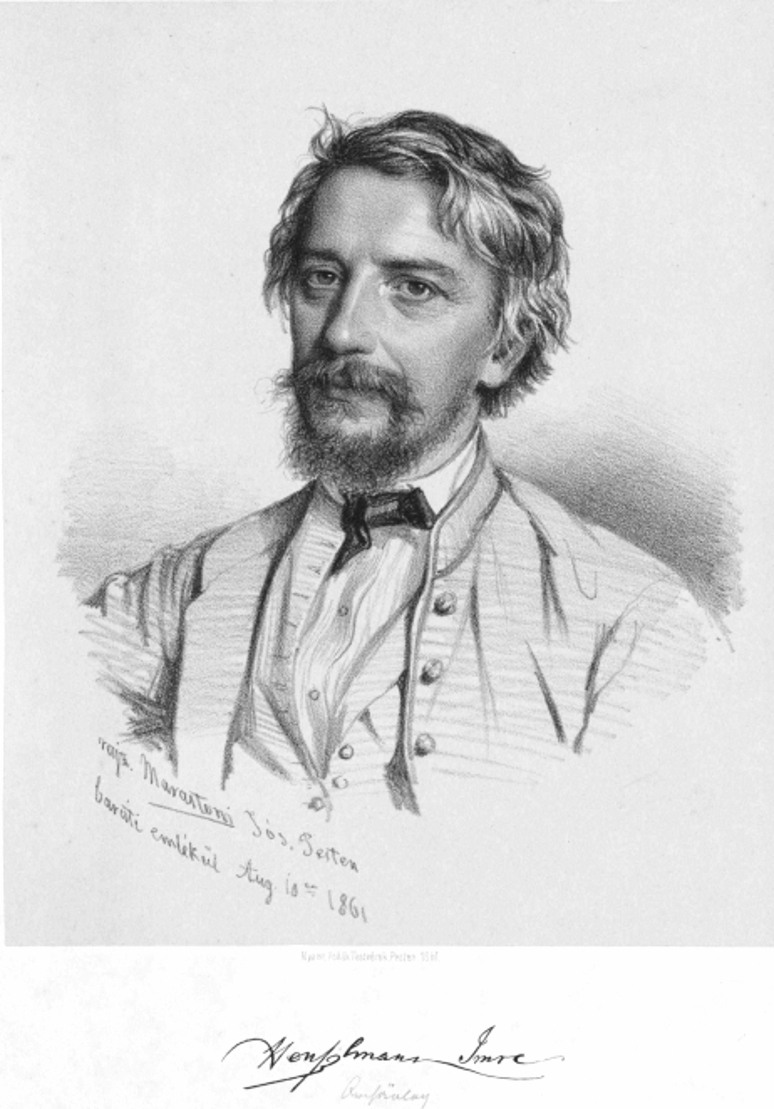
Architecte Imre Henszlmann
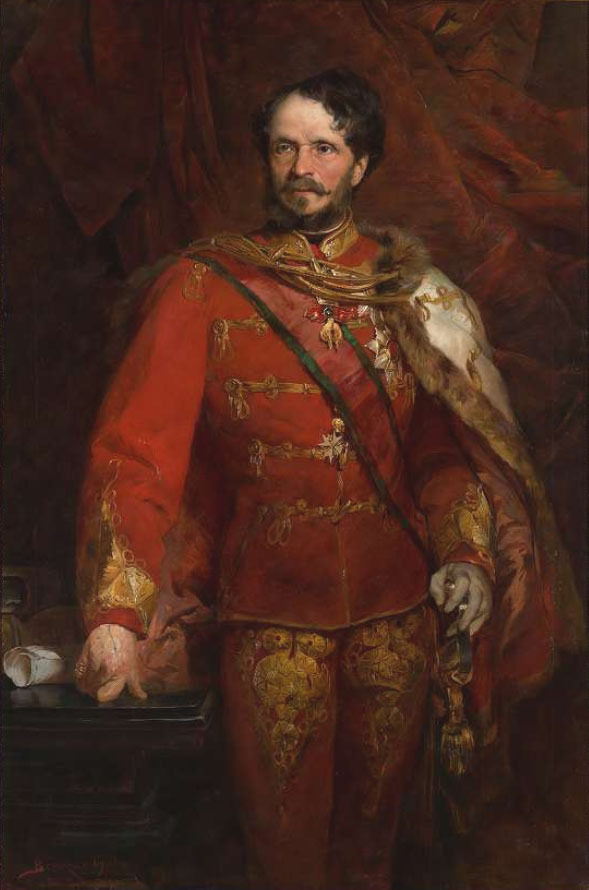
Ministerský predseda Gyula Andrassy
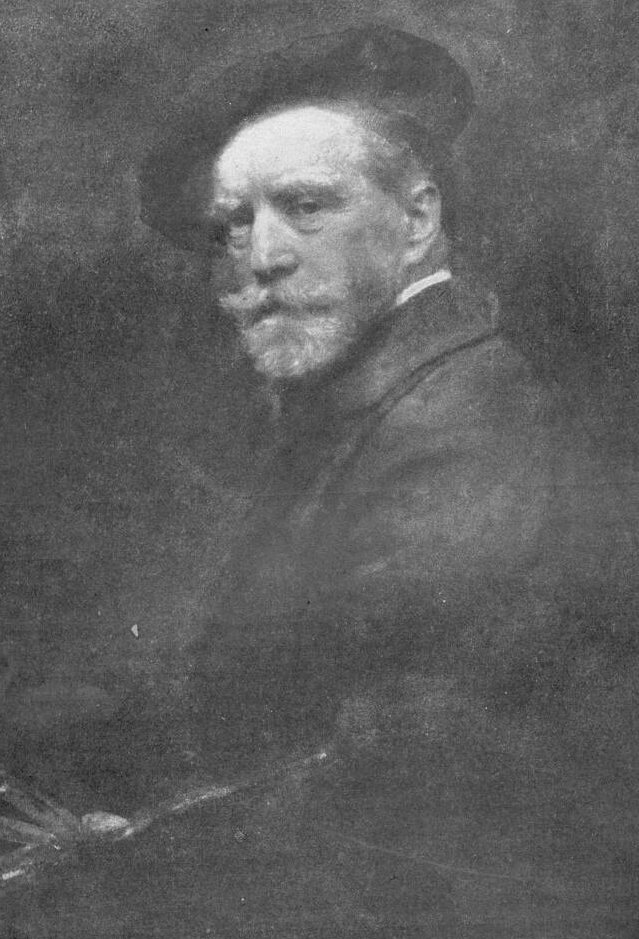
Peintre Leopold Horowitz
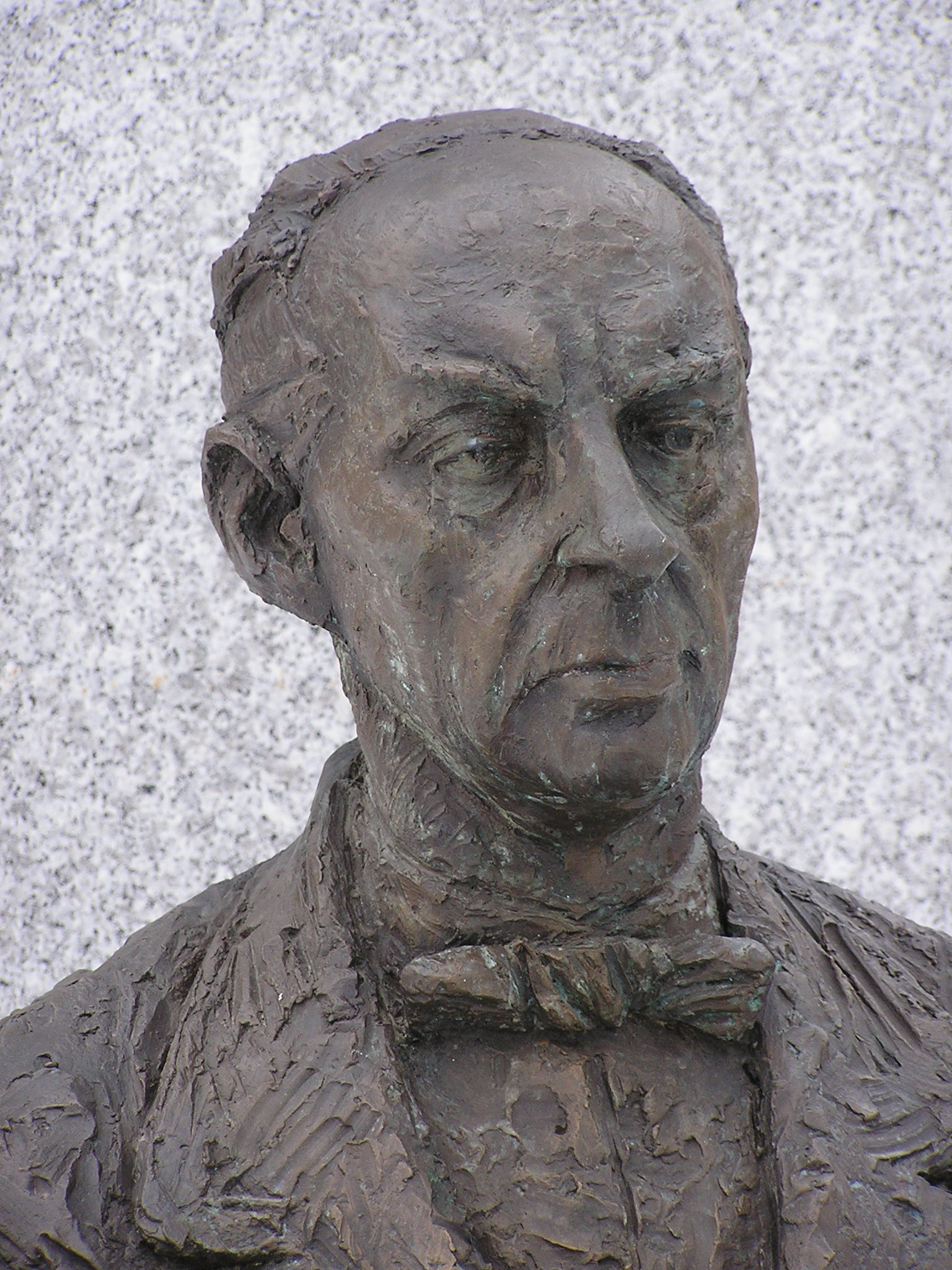
Écrivain Sándor Márai
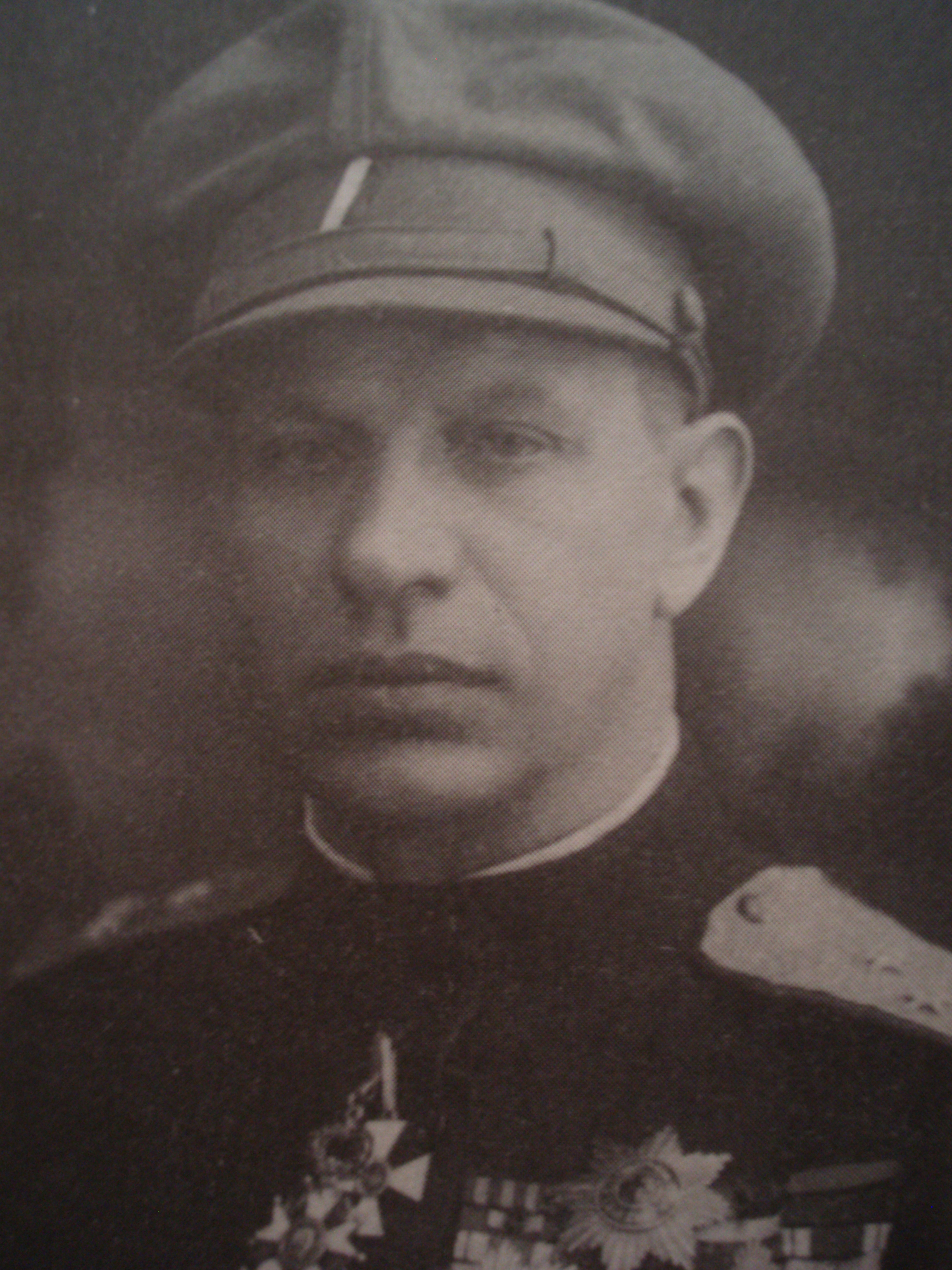
Général Radola Gajda
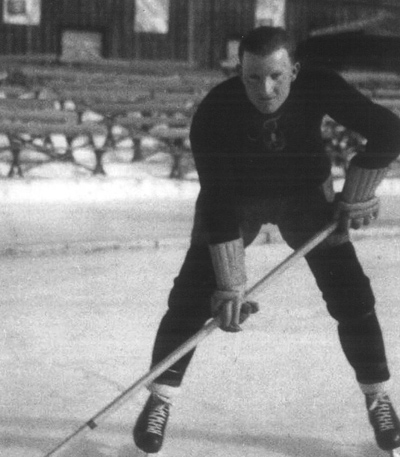
Joueur de hockey Ladislav Troják
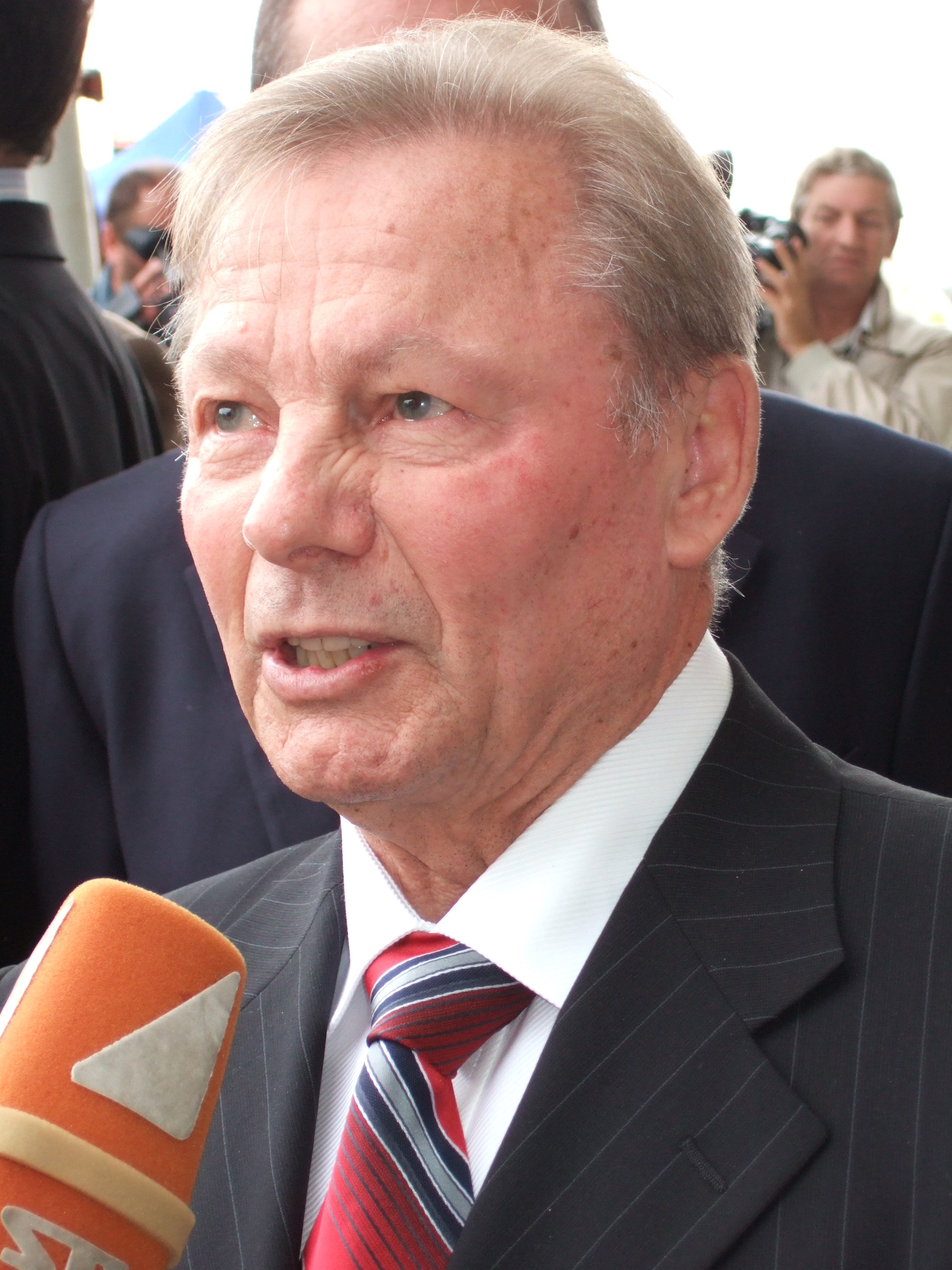
Ancien président de la Slovaquie Rudolf Schuster
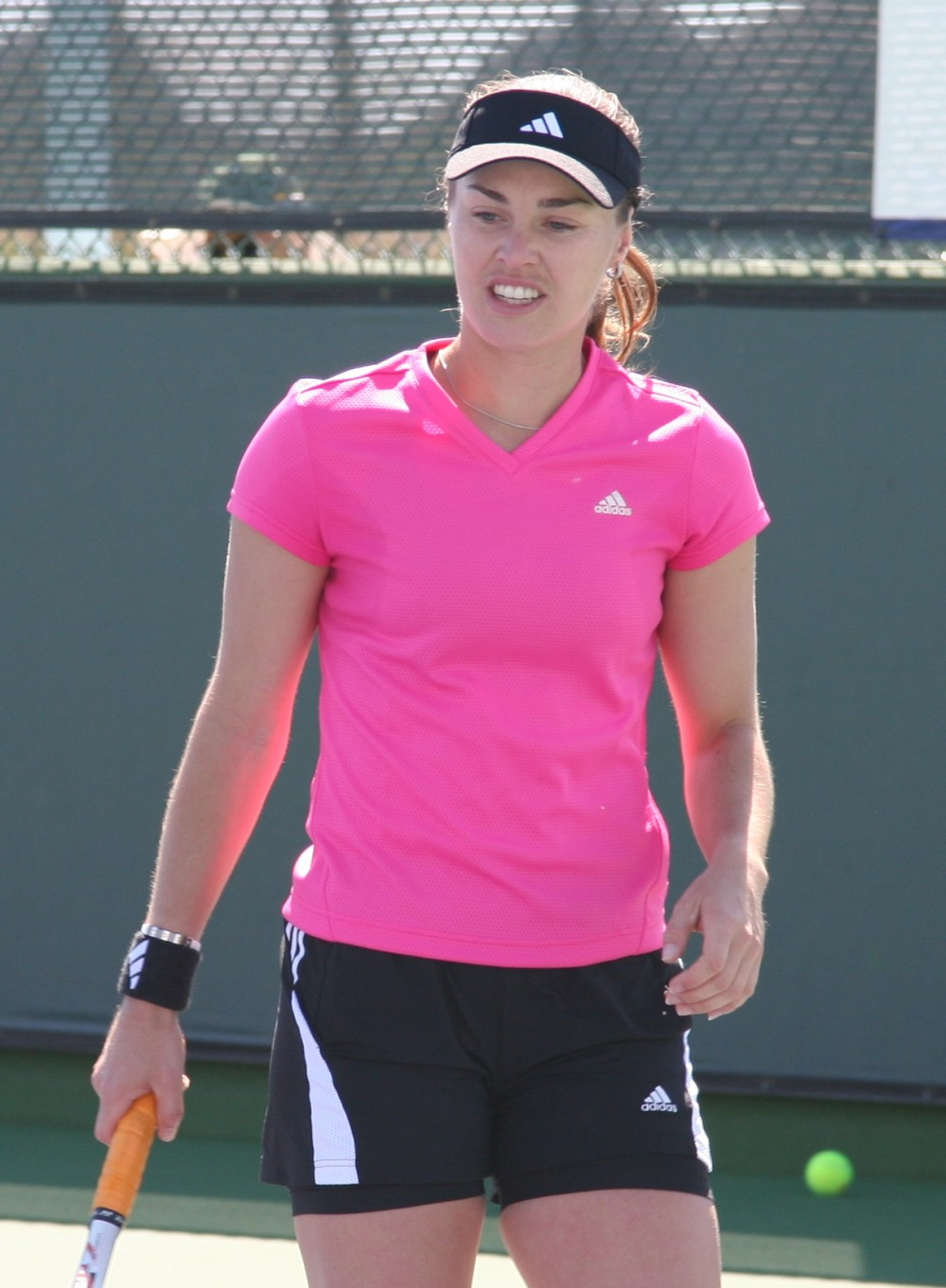
Joueuse de tennis Martina Hingis

## Artistes
- Johannes Bocatius (*1569 †1621), poète humaniste, politicien[1],[2]
- Erasmus Schrött (*1755 †1804), peintre
- Leopold Horowitz (*1838 †1917), peintre[2]
- Gyula Benczúr (*1846 †1861), peintre[2]
- Eugen Deil (*1846 †1908), poète[2]
- Eugen Krón (*1882 †1974), peintre[2]
- Szilárd Kővári - Kačmarik (*1882 †1916), peintre[2]
- Reményi József (*1887 †1977), sculpteur et graveur
- Sándor Márai (*1900 †1989), romancier[2]
- Vojtech Löffler (*1906 †1990), Sculpteur[2]
- Géza von Radványi (*1907 †1986), réalisateur, scénariste et producteur
- Milan Munclinger (*1923 †1986), flûtiste, chef d'orchestre, compositeur et musicologue
- Gyula Košice (*1924 †2016), artiste argentin
- Věra Kubánková (*1924 †2016), actrice tchèque
- Štefan Roskoványi (*1946 †2002), peintre[2]
- Andrej Haščák (*1950), photographe[2]
- Meister Alexander von Kaschau
- Herta Ondušová-Victorin, peintre
- Jana Kolesárová (*1976), actrice

## Religieux
- Wolfgang Schustel, réformateur
- Samuel Timon (*1675 †1736), jésuite et auteur d'une histoire de la ville[2]
- Sára Salkaházi (*1899 †1944), religieuse catholique, Juste parmi les nations

## Ingénieurs et homme de science
- Stephanus Lapicidus, architecte de la cathédrale Sainte-Élisabeth entre 1464 et 1490[2]
- Joachim Rheticus (*1514 †1574), collègue de Copernic
- Gabriel Mikuláš Svajczer (*1784 †1845), ingénieur des mines et entrepreneur[2]
- Imre Henszlmann (*1813 †1888), archéologue
- Béla Gerster (*1850 †1923), architecte du canal de Corinthe

## Personnalité politiques
- François II Rákóczi (*1676 †1735), chef d'une insurrection contre les Habsbourg
- Rudolf Schuster (*1934), maire de Košice puis président de la Slovaquie de 1999 à 2004
- Martin Fronc (*1947), homme politique
- Uršuľa Kovalyk (*1969), écrivaine, militante politique et féministe
- Radana Hančovska (*1996), personnalité universitaire

## Sportifs
- Imre Németh (*1917 †1989), champion olympique au lancer du marteau en 1948
- Andrej Kvašňák (*1936 †2007), footballeur
- Roman Trebatický (*1969), joueur de hockey sur glace
- Ján Šipeky (*1973), coureur cycliste
- Ludmila Richterová (*1977), joueuse de tennis
- Karol Kisel (*1977), footballeur
- Maroš Kováč (*1977), coureur cycliste
- Ladislav Nagy (*1979), joueur de hockey sur glace
- Martina Hingis (*1980), joueuse de tennis
- Ramón Sopko (*1981), gardien de but de hockey sur glace
- Marek Svatoš (*1982), joueur de hockey sur glace